# Thyreodon rufothorax
Thyreodon rufothorax är en stekelart som beskrevs av Cameron 1886. Thyreodon rufothorax ingår i släktet Thyreodon och familjen brokparasitsteklar. Inga underarter finns listade i Catalogue of Life.